# 讃岐広島郵便局
讃岐広島郵便局（さぬきひろしまゆうびんきょく）は、香川県丸亀市にある郵便局。民営化前の分類では無集配特定郵便局であった。

## 概要
住所：〒763-0102 香川県丸亀市広島町江の浦字竹ノ浦325番地7
塩飽諸島の広島に位置する。かつては集配郵便局であったが、2006年（平成18年）に集配業務を丸亀郵便局へ移管し無集配郵便局となった。

## 沿革
- 1927年（昭和2年）3月26日 - 開局。
- 1958年（昭和33年）1月16日 - 手島簡易郵便局から簡易生命保険および郵便年金に関する事務を移管[1]。
- 1976年（昭和51年）6月24日 - 電話の加入および料金に関する簡易な事務を除く電話交換業務を、丸亀電報電話局に移管。
- 2006年（平成18年）9月11日 - 丸亀郵便局へ集配業務を移管、無集配局となる[2]。郵便番号を〒763-0199から〒763-0102に変更。
- 2007年（平成19年）10月1日 - 民営化。
- 2012年（平成24年）10月1日 - 日本郵便株式会社発足。

## 取扱内容
- 郵便、印紙、ゆうパック
- 貯金、為替、振替、振込、国債
- 生命保険、バイク自賠責保険
- ゆうちょ銀行ATM

## 周辺
- 丸亀市立広島中学校
- 丸亀市立広島小学校
- 丸亀市役所 広島市民センター
- 香川県道258号広島循環線

## アクセス
- 丸亀港から備讃フェリーに乗船、江の浦港にて下船。北西へ約300m（徒歩約10分）
- 駐車場あり：4台